# 恵寿総合病院

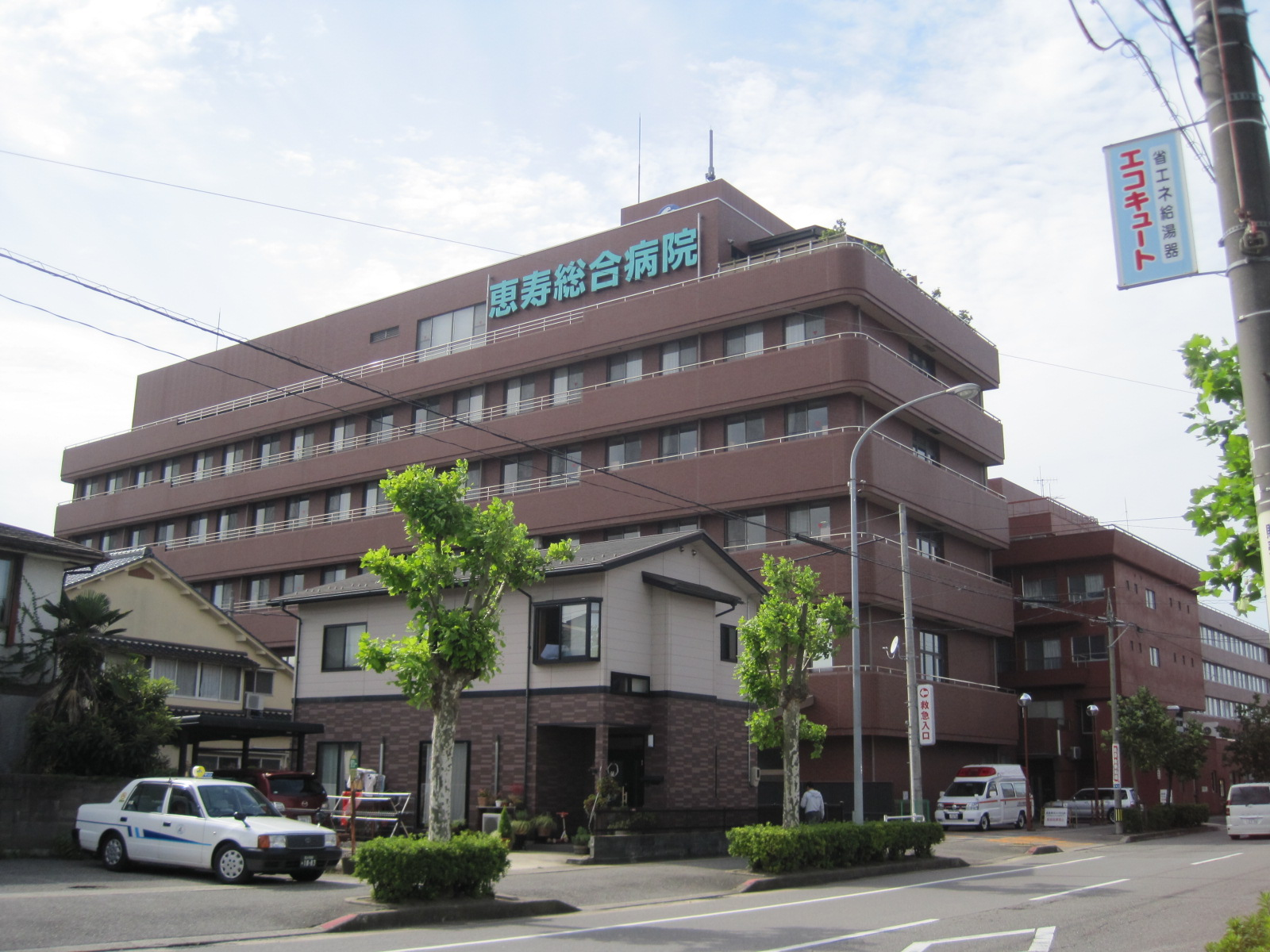
恵寿総合病院5病棟（写真右奥の病棟は、現在は建て替えのため存在しない）

恵寿総合病院（けいじゅそうごうびょういん）は、石川県七尾市にある医療機関。正式名称は社会医療法人財団董仙会恵寿総合病院である。医師の卒後臨床研修指定病院。また能登半島で数少ない民間の大規模病院である。

## 診療科目
- 外科
- 消化器外科
- 乳腺外科
- 内科
- 血液内科
- 呼吸器内科
- 腎臓内科
- 代謝内分泌内科
- 膠原病内科
- 消化器内科
- 心臓血管外科
- 循環器内科
- 脳神経外科
- 脳神経内科
- 整形外科
- 呼吸器外科
- 形成外科
- 美容外科
- 産婦人科
- 総合診療科
- 小児科
- 眼科
- 耳鼻咽喉科
- 泌尿器科
- 麻酔科
- 皮膚科
- リハビリテーション科
- 放射線科
- 病理診断科
- 心療内科
- 精神科
- 救急科
- 健診科

## 主な受賞歴
日本一働きやすい病院アワード 2024 大賞
同賞は、看護師をはじめとした職員が、やりがいと働きやすさを感じながら、いきいきと働ける病院を表彰する取り組みである。2024年7月の国際モダンホスピタルショウにて、恵寿総合病院は大賞（1位）を受賞した。受賞理由として、業務用iPhoneの導入や生成AIの活用など最先端のDXにより業務を効率化している取り組みに加え、多職種が協働して患者さんのそばでケアをするセルケア方式や、新しく取り入れた認知症等の患者さんへのケア技法（ユマニチュード）で、患者さんが「自分らしく生きる」ためのケアを目指している点が高く評価された。
健康経営優良法人（大規模法人部門）
健康経営優良法人認定制度とは、経済産業省が創設した制度で、特に優良な健康経営を実践している大企業や中小企業等の法人を評価する制度。従業員の健康維持・増進につながる有効な施策を実行し、かつパートナー企業や地域社会の健康支援にも取り組んでいる企業が認定される。 恵寿総合病院を運営する社会医療法人財団董仙会は、7年連続で 「健康経営優良法人（大規模法人部門）」に認定されており、そのうち、上位500施設に与えられるホワイト500にも6回認定されている。
第1回日本サービス大賞（総務大臣賞）
日本サービス大賞とは「優れたサービスをつくりとどけるしくみ」を評価し表彰する制度。サービスの高度化や産業の発展をリードする取り組み、またこれまでになかった新しいやり方を表現しているサービスが表彰の対象である。けいじゅヘルスケアシステムが提供する「 “恵寿式”地域包括ヘルスケアサービス」（ワンストップでの患者サービス）が、地域で取り組むヘルスケアサービスの優れたモデルであると高く評価された。
国際病院連盟特別賞
国際病院連盟賞は世界の予防・健康管理のうち、先進的であり優れた活動や取り組みにおいて顕著な功績を表彰することを目的に、2015年に創設された。恵寿総合病院は最高位賞のファイナリストにノミネートされ、特別賞を受賞した。
グッドデザイン賞
2013年10月に竣工し、2014年1月から使用を開始した本館の「ユニバーサル外来」は、診療科ごとの診療室という概念を一新し、どの科にも紐付けられていない均一な診察室を複数配置することにより、各診療科で効率的、弾力的に共有している。また、外来受付を統一することにより、複数の診療科を行ったり来たりする必要が減る。職員だけでなく患者さんにもやさしい「ユニバーサル外来」として評価を受け、グッドデザイン賞特別賞（未来づくり）を受賞している。

## 主な施設認定
- 日本医療機能評価機構認定病院
- ISO9001認定施設
- 石川県地域がん診療連携協力病院
- 地域医療支援病院
- 在宅療養後方支援病院
- 外国人患者受入れ医療機関認証制度（JMIP）認証医療機関

## 能登半島地震における対応
2024年1月1日に発生した能登半島地震では、耐震構造であった3病棟と5病棟に天井落下やスプリンクラーの破損などの被害が発生したものの、本館は免震構造を採用していたため被害を免れることが出来た。また、これに加えて自前のBCM（事業継続マネジメント）マニュアルにより迅速な災害対応が出来たため、地震発生からわずか10日で業務を正常化させることが出来た。
また、発災から10日も経たない内に避難所の支援にも乗り出している。
- 1月1日 - 地震発生直後の17時頃、3病棟と5病棟の入院患者の総員退避を決断し、本館へ移動させた。この時電気は通っていたがエレベーターは停止していたため、階段を使って3病棟と5病棟の入院患者の退避を進め、20時頃に入院患者約110人の移動が完了した[6]。
- 1月2日 - 最初の救援隊が到着し物資が届くようになる[6]。
- 1月3日 - 透析に利用するため、1日15トンの給水を開始。当初は自衛隊が行っていたが、その後は七尾市が給水している[6]。
- 1月4日 - 当初のカレンダー通りに、外来の診療をフルにて開始[6]。
- 1月5日 - 5病棟の一部を再開[6]。
- 1月6日 - 血液浄化センター（恵寿ローレルクリニック）で給水を利用して透析を再開[6]。
- 1月9日 - 七尾市内の学校、保育園が長期閉鎖になっていることを踏まえ[5]、未就学児、学童託児所を設置[6]。
- 1月10日 - 避難所と病院を結ぶ巡回バスの運行を開始[6]。
- 1月11日 - 5病棟を全面的に復旧および、余震で断裂した下水管の復旧が完了[6]。

## 交通アクセス
七尾駅から約1.3kmの、七尾湾沿いに立地している。
鉄道
- 七尾駅下車。送迎バス有。
  - JR七尾線・のと鉄道七尾線

バス
- バス停「桜町」下車。徒歩すぐ。
  - 北鉄能登バス和倉線、万行緑ヶ丘線

車
- 和倉IC（七尾田鶴浜バイパス）から七尾方面へ約10分。